# أنابيل إلوود
أنابيل إلوود (بالإنجليزية: Annabel Ellwood)‏ هي لاعبة كرة مضرب أسترالية، ولدت في 2 فبراير 1978 في كانبرا في أستراليا.

## وصلات خارجية
- أنابيل إلوود على موقع رابطة محترفات التنس (الإنجليزية)
- أنابيل إلوود على موقع الاتحاد الدولي لكرة المضرب (الإنجليزية)
- أنابيل إلوود على موقع كأس بيلي جين كينغ (الإنجليزية)
- أنابيل إلوود على موقع اتحاد التنس الأسترالي (الإنجليزية)
- أنابيل إلوود على موقع خلاصة التنس.كوم (الإنجليزية)